# Summerland
Pour les articles homonymes, voir Désastre de Summerland et Summerland (homonymie).
Summerland ou Summerland : la vie après (au Québec) est une série télévisée américaine en 26 épisodes de 42 minutes, créée par Lori Loughlin et Stephen Tolkin et diffusée entre le 1er juin 2004 et le 18 juillet 2005 sur le réseau The WB.
Au Québec, la série a été diffusée à partir du 1er septembre 2005 sur VRAK, en France à partir du 21 avril 2006 sur Téva, depuis le 1er mai 2006 sur M6, du 12 novembre au 14 décembre 2007 sur W9 et dès le 27 juillet 2009 sur Sérieclub. En Suisse, la série a été diffusée à partir du 12 mars 2007 sur la chaîne suisse romande TSR2 et en Belgique à partir du 15 avril 2008 sur La Deux.

## Synopsis
Ava Gregory est une créatrice de mode qui vit dans une grande maison en compagnie de ses colocataires à Playa Linda, en Californie. Quand sa sœur et son mari décèdent subitement dans un accident de voiture, la vie de Ava va basculer. Le jour des funérailles, Ava apprend que contre toute attente, elle a été désignée comme tuteur de ses neveux et de sa nièce. 
Après la mort de leurs parents, Bradin, Nikki et Derrick Westerly quittent donc leur maison du Kansas pour vivre avec leur tante Ava à Playa Linda, en Californie. Ils emménagent alors avec les trois colocataires et amis de Ava : Johnny Durant, l'ex-petit ami de Ava, Susannah Rexford, la meilleure amie d'Ava et sa partenaire en affaires, et Jay Robertson, un surfeur australien, qui possède un magasin de matériel pour surfer. Les enfants vont essayer de s'adapter à leur nouvelle vie ensemble avec leurs familles et leurs amis, dont Erika Spalding, la moniteur de surf de Bradin, et Cameron Bale, le petit ami de Nikki.

## Distribution

### Acteurs principaux
- Lori Loughlin (VF : Emmanuèle Bondeville) : Ava Gregory
- Shawn Christian (VF : Guillaume Orsat) : Johnny Durant
- Ryan Kwanten (VF : Alexandre Gillet) : Jay Robertson
- Merrin Dungey (VF : Isabelle Ganz) : Susannah Rexford
- Jesse McCartney (VF : Hervé Grull) : Bradin Westerly
- Kay Panabaker (VF : Manon Azem) : Nikki Westerly
- Nick Benson (VF : Aurélien Beneyton) : Derrick Westerly
- Taylor Cole (VF : Chloé Berthier) : Erika Spalding (21 épisodes)
- Zac Efron (VF : Dimitri Rougeul) : Cameron Bale (16 épisodes)

### Acteurs secondaires
- Sara Paxton (VF : Dorothée Pousséo) : Sarah Borden (saison 1, épisodes 4,7,8,9,11)
- Tyler Patrick Jones : Chris (saison 1 épisodes 1,2,7)
- Chelsea Kane: Sharon (saison 1 épisode 1)
- Glenn Morshower : Ted Westerly (saison 1 épisode 1)
- Patrick Fabian : Ian Straub (saison 1 épisode 1)
- Megan Ward : Karen Westerly (saison 1 épisode 1)
- Joseph Kell : Bob Westerly (saison 1 épisode 1)
- Ashley Rose Orr (af) : Fille de la plage (saison 1 épisode 2)
- Shelley Buckner (VF : Laëtitia Godès) : Amber Barnetz-Starr (saison 2 épisode 1,2,3,10)
- Carmen Electra (VF : Rafaèle Moutier) : Mona Canatti (saison 2 épisode 2,3,5,8)
- Ron Butler (en) : Le médecin des urgences (saison 2 épisode 2)
- Vincent Duvall : Agent FBI (saison 2 épisode 2)
- Richard Hoggard : Sean Hart (saison 2 épisode 2,3,6)
- Jay Harrington (VF : Cyrille Artaux) : Simon O'Keefe (saison 2 épisode 1,2,4)
- Taylor Boggan : Ethan Tyman (saison 2 épisode 4)
- Jesse Head (nl) : Lucas (saison 2 épisodes 1,2,6,7)
- Danielle Savre : Callie (saison 2 épisode 1,2,6,7)
- Jonathan Slavin (en) : Kolby Freed (saison 2 épisodes 7,8,9)
- Michael Angarano : Jeb Ekhart (saison 2 épisode 8)
- Toby Hemingway : Jason (saison 2 épisode 9)
- Ian Abercrombie : Thomas Lindfield (saison 2 épisode 10)
- Elijah Alexander : Matt Carlson (saison 2 épisode 11)
- C. Thomas Howell : Kyle Bale (saison 2 épisode 11)
- Kellan Lutz : Fordie (saison 2 épisode 11)
- Aaron Perilo : Joey Bedolla (saison 2 épisode 11)
- Danielle Panabaker (VF : Edwige Lemoine) : Faith (saison 2 épisode 11 et 12)
- Steve Talley (VF : Alexis Tomassian) : Brice (saison 2)

 Source et légende : version française (VF) sur RS Doublage

## Personnages
Bradin Westerly : Âgé de 16 ans, Bradin vient de perdre ses parents et doit quitter le Kansas, où il est né, pour aller vivre avec sa tante Ava Gregory en Californie dans une belle maison sur la plage. Il est, bien évidemment, accompagné de sa sœur Nikki, 13 ans, et de son frère Derrick, 9 ans. Bradin se passionne dès son arrivée en Californie pour le surf. Sa vie ne s'annonce pas aussi triste qu'il le pensait. En effet, il fait la rencontre d'Erika, son professeur de surf, dès son arrivée; il va en tomber amoureux mais va vite déchanter quand il découvrira que Jay et Tanner la convoitent également. Il fera ensuite la rencontre de Sarah, une fille plutôt étrange, avec laquelle il finira par rompre et ira ensuite avec Callie, qui n'était auparavant qu'une amie pour lui. Mais, il se rendra compte que la seule qu'il ait jamais vraiment aimée est Erika. Ils vivront une courte relation, celle-ci étant impossible, Erika étant son entraîneuse de surf. Vers la fin, ils se rapprocheront de nouveau et leur dernière discussion laisse penser à une possible relation, mais la série s'est arrêtée et laissera à l'imaginaire la suite de leur histoire.

Nikki Westerly : Âgé de 13 ans est une collégienne semble être la plus perturbée des enfants par la mort de ses parents. Elle refuse le décès de ses parents et ne comprend pas comment ses frères peuvent poursuivent joyeusement leur vie comme si de rien n'était. C'est une violente altercation avec sa tante qui fera sortir Nikki de sa léthargie. 
Nikki retrouvera peu à peu le sourire notamment grâce à Cameron, un jeune garçon dont elle tombera rapidement amoureuse. 
Elle connaîtra alors ses premières frasques amoureuses et notamment la jalousie à cause de l'ex de Cameron. Elle essayera de montrer à Cameron qu'elle peut très bien lui ressembler lorsqu'elle sentira sa relation en péril. Mais contre toute attente, Cameron lui avouera qu'il l'aime comme elle est.
Elle aidera son petit ami à résoudre ses problèmes familiaux et après cela Nikki aura non seulement prit énormément d'assurance mais aussi gagné une solide relation de confiance avec Cameron (dernier épisode, saison 2).
Après un début difficile, elle se lie d'amitié avec Amber, l'ex petite amie de Cameron.
Elle possède une grande force de caractère et est toujours présente quand on a besoin d'elle.

Derrick Westerly : Âgé de 9 ans il est le cadet de la famille Westerly.
Il est très protégé par sa sœur Nikki, surtout au début de la série, puisque celle-ci souhaite agir comme sa mère l'aurait fait de son vivant.
Par contre, les relations qu'il entretient avec son frère aîné sont plus troubles, Bradin et lui se disputent souvent et la fin de la série ne laisse rien présager de bon quant à l'évolution de leur relation.
Dans un premier temps, Derrick apparaît comme un petit garçon introverti mais très intelligent, ce qui lui permettra de tisser des liens profonds avec des adultes tels que Johnny et Simon. Mais ils semblent manquer de figure paternel dans sa vie et c'est ce rôle que rempliront tour à tour les deux hommes.
Ensuite Derrick, surtout vers le milieu de la saison deux, se démarque de cette image enfantine qu'Ava a de lui. Il entre dans les méandres de l'adolescence, préadolescence pour être plus précise. 
Il se trouvera une passion pour le skateboard, cela lui permettra de se faire un ami fidèle, le fils d'Isabel. Mais il se détachera de son frère et deviendra désagréable avec Bradin quand celui-ci décidera de quitter le surf professionnel, car il n'a plus de réputation.

Ava Gregory : Âgé d'environ la trentaine, vient de perdre sa sœur décédée dans un accident de voiture, chargé de s'occuper des enfants de sa sœur, Bradin, Nikki et Derrick. Ava est une styliste célibataire qui rêve de percer dans le métier et qui vit en Californie, à Playa Linda dans une maison sur la plage avec 3 amis, Johnny, Jay et Susannah.

Johnny Durant : Âgé d'environ la trentaine, il est l'un des colocataires d'Ava. Cet homme est aussi le grand amour d'adolescence de la jeune femme. Ils sont restés un long moment ensemble jusqu'à ce que ce dernier ne la quitte. On apprendra plus tard dans la série qu'il l'avait trompée avec sa meilleure amie. Malgré cela, les deux amis restent très proches et se montrent protecteurs l'un envers l'autre.
Lors du décès de la sœur et du beau-frère d'Ava, Johnny lui insuffle le courage nécessaire pour faire face à la situation et c'est en grande partie grâce à la confiance qu'il place en la jeune femme qu'Ava assume son nouveau rôle dans la vie des enfants Westerly.
Johnny est depuis longtemps amoureux d'Ava mais il explique que ses sentiments lui font peur. À chaque fois qu'il se décide à faire un pas vers elle, un événement s'interpose. Ainsi, lorsqu'ils se rapprochent, Susannah démissionne.

Susannah Rexford : Âgée d'environ la trentaine, elle est non seulement une collègue de travail, mais aussi une grande amie d'Ava. Les deux femmes sont visiblement très proche, elles veillent mutuellement l'une sur l'autre. Susannah veille également au bonheur d'Ava, la conseille, l'aide. C'est une des personnes qui lui est le plus proche. Susannah aime les enfants et la mode. Elle n'a pas vraiment de relation stable au cours de la série avec un homme en particulier mais on lui connaît quelques aventures.

Jay Robertson : Âgé de (27 ans et saison 2 28 ans) Après avoir gagné toutes les compétitions de surf en Australie, Reef Breaker (en français Récif Déferlant) débarque en Amérique pour continuer son ascension. Malheureusement, à 19 ans et en pleine gloire, il est victime d'un accident lors d'une compétition. Blessé au genou, il lui faudra des mois de rééducation pour pouvoir remarcher, ce qui mit fin à sa carrière de surfeur.
Il s'installe alors à Playa Linda, où il monte un magasin d'équipement pour le surf. Il vit désormais en colocation avec trois de ses amis, Ava, Johnny et Susannah.
L'arrivée inattendue des trois neveux d'Ava, à la suite de la mort de leurs parents, va lui faire prendre conscience de ses responsabilités et il décide d'entraîner Bradin au surf et de le guider face à sa rapide réussite.
Il se stabilise sentimentalement avec Erika puis avec une mère célibataire, Isabel qui tombe enceinte de lui.

Erika Spalding : Âgée de 22 ans, elle est professeur de surf. Petit à petit elle commence une relation avec Jay qui ne sera pas exclusive. Elle en souffrira jusqu'à ce que ça s'arrange. quelque temps après, elle emménage chez Jay, dans la grande famille.
Ils vont quand même se séparer. Erika va travailler dans le restaurant de Johnny et commencer une relation cachée avec Bradin où il y aura beaucoup de complications vis-à-vis d'Ava et du producteur de Bradin.

### Personnages Secondaires
Mona : (À peu près anonyme) En premier lieu, Mona sera l'assistante de Johnny pour l'ouverture d'un nouveau restaurant (au départ elle ne voulait pas l'ouvrir). En deuxième lieu, elle sera le deuxième amour de Johnny. Elle va l'aider à oublier Ava et elle mettra des bâtons dans les roues d'Ava…
Leur histoire durera quelque temps mais un incident les sépare.

Amber Star : Âgée de 14 ans est une fille populaire. Elle est belle, intelligente et elle arrive à intégrer l'équipe de Pom-pom Girls.
C'était l'ex petite amie de Cameron, qui sort avec Nikki. Nikki sera jalouse d'elle au départ car elle n'est rien, elle n'est pas populaire et elle ne s'habille pas sexy.
Après la séparation entre Cameron et Nikki, Amber et cette dernière finiront par faire la paix et deviendront de très bonnes amies au grand étonnement de Cameron.

Sara Borden : Âgé de 16 ans est la première petite amie de Bradin. Elle est riche et vit elle aussi à Playa Linda. Au début, il est très heureux d'être avec une fille aussi ouverte. Mais il s'apercevra vite qu'elle est dérangée.
Elle l'entraînera dans une virée nocturne sur un scooter des mers volé. Elle l'a aussi fait fumé un joint.
Elle fuit ses parents, puis fugue et fait peur à Bradin. Alors il décide de la faire interner dans un Centre afin qu'elle guérisse, ce 
qu'elle n'acceptera pas au début mais finira par le comprendre.

Callie : Âgé de 16 ans est la deuxième petite amie de Bradin. Tout ira bien jusqu'au jour où Bradin apprendra une chose importante sur Callie. Depuis ce jour, le couple bat de l'aile. Ils se disputent et autant l'un que l'autre, ils ne veulent pas se comprendre.
Ils se sépareront pendant quelque temps avant de se remettre ensemble. Ensuite, tout ira bien mais Callie partira et Bradin restera seul.

## Épisodes

### Première saison (2004)
1. Une nouvelle vie - 1re partie (Pilot - Part 1)
2. Cohabitation difficile - 2e partie (And So the Day Begins - Part 2)
3. Premiers flirts (Fireworks)
4. La Famille avant tout (Into My Life)
5. Les Démons du passé (The Grass Is Greener Than You Think)
6. L'Esprit du surf (Big Waves)
7. Vague de chaleur (Heat Wave)
8. Autant en emporte le vent (Secrets)
9. Les Meilleures intentions (Skipping School)
10. Une dernière chance (Kicking and Screaming)
11. La Confusion des sentiments (Life in a Fishbowl)
12. Tous ensemble (Yummy Mummy)
13. Le Choix du cœur (On the Last Night of Summer)

### Deuxième saison (2005)
Elle a été diffusée en deux parties, à partir du 28 février 2005 durant la pause printanière d’Everwood, puis durant l'été.
1. Le Roman d'Ava (The Wisdom to Know the Différence)
2. Être soi-même (I Am The Walrus)
3. Les Règles du jeu (Sledgehammer)
4. Quatre pères à la maison (Life Goes On)
5. La Fin d'un rêve (Mr & Mrs Who)
6. Si près des étoiles (The Pleiades)
7. Une star est née (Where There's a Will, There's a Wave)
8. Destination Hawaii (Leaving Playa Linda)
9. Adieu (Signs)
10. Mauvaise fréquentation (The Space Between Us)
11. Pour l'amour d'un fils (Safe House)
12. La Révélation (Careful What You Wish For)
13. Pour toujours… (What's Past Is Prologue)

## Production et tournage
- Lori Loughlin, Shawn Christian et Riley Smith sont tous les trois apparus dans la série Les Anges de la nuit (Birds of Prey)[6]. Taylor Cole est la belle-fille de Shawn Christian dans la vraie vie[6].

### Lieux de tournage
- Lieux de tournage : Hermosa Beach en Californie aux États-Unis[7].

## Musique
Chaque épisode de la série comporte un certain nombre de chansons de divers artistes. La musique est généralement utilisée dans la série comme un élément d'arrière-plan et est non diégétique. 
- "Undertow" - Bowling for Soup[8]
- "General Attitude" - Collective Soul
- "All Downhill from Here" - New Found Glory
- "Get Your Shine On" - Jesse McCartney
- "Feel So Free" - Ivy
- "The Crying" - Kristian Leontiou
- "My Paper Heart" - The All-American Rejects
- "Struggle" - Ringside
- "Try" - Lisa Loeb
- "Alive" - Kenny Wayne Shepherd
- "My Way Home" - Citizen Cope
- "Beautiful Day" - Steve Plunkett

## Arrêt de la série et diffusion internationale
Le 15 mai 2005, la WB Television Network a publié des informations préliminaires sur l'arrêt de la série. 
La série a été diffusée sur The N et Network Ten en Australie, Living TV au Royaume-Uni et en Irlande, TV2 en Norvège et MBC4 au Moyen-Orient. En Espagne, Summerland (qui conserve son titre original) est diffusé pendant les mois d'été, Telecinco a diffusé la série. Elle était diffusée sur la chaîne Kanal5 en Suède.

## Récompenses
| Année | Prix                | Résultat | Catégorie                                                                 | Célébrités           |
| ----- | ------------------- | -------- | ------------------------------------------------------------------------- | -------------------- |
| 2005  | Teen Choice Awards  | Nommé    | Choice TV Acteur: Drame                                                   | Jesse McCartney      |
| 2005  | Young Artist Awards | Nommé    | Meilleure performance dans une série télévisée (comédie ou drame) Acteur  | Jesse McCartney      |
| 2005  | Young Artist Awards | Nommé    | Meilleure série télévisée familiale (Drame).                              | Summerland           |
| 2005  | Young Artist Awards | Lauréat  | Meilleure performance dans une série télévisée (comédie ou drame) Actrice | Kay Panabaker        |
| 2006  | NAACP Image Awards  | Nommé    | Réalisation exceptionnelle dans une série dramatique                      | Janice Cooke-Leonard |
| 2006  | Prism Award         | Lauréat  | Performance dans une série dramatique                                     | Lori Loughlin        |